# محمد جمال باروت
محمد جمال باروت كاتب ومؤرخ وباحث واكاديمي سوري، ومستشار وخبير دولي للأبحاث والدراسات السياسية.

## ولادته وتحصيله
ولد محمد جمال باروت في قرية دير حافر شرق حلب و التي تبعد حوالي ٥٢ كم عن حلب
(1377هجري _ 1958ميلادي)درس في حلب وتخرج من جامعة حلب بشهادة بكالوريوس لغة فرنسية.

## عمله ووظائفه
1. باحث مشارك في المركز العربي للأبحاث ودراسة السياسات[4][5]
2. مسؤول إدارة البحوث
3. مديرًا ومستشارًا في عدّة مشاريعَ لبرنامج الأمم المتحدة الإنمائي في سورية.
4. مدير لصندوق الأمم المتحدة للسكّان.
5. مدير للمنظمة الدولية للهجرة.
6. مدير مشروع "سوريا 2025
7. المؤلف الرئيس للتقرير الوطني الأول المرجعي عن حالة سكان سورية.
8. باحثًا مقيمًا في المعهد الفرنسي للشرق الأدنى"IFPO" في حلب. خلال سنوات (2007-2010).
9. محاضر في كلّية القدِّيس أنطونيوس Saint Anthony's College
10. محاضر جامعة أكسفورد في المملكة المتحدة،
11. أستاذًا زائرًا في مدرسة الدراسات العليا للعلوم الاجتماعيّة في باريس.
12. عضو جمعية النقد الأدبي
13. عضو اتحاد الكتاب العرب دمشق

## كتبه وآثاره
1- الشعر يكتب اسمه- اتحاد الكتاب العرب – دمشق 1981.
2- الحداثة – دراسة نقدية – الإمارات العربية – 1993.
3- يثرب الجديدة – دراسة في الحركات الإسلامية المعاصرة.لندن 1994.
4- حركة التنوير العربية في القرن التاسع عشر( حلقة حلب) وزارة الثقافة دمشق /1994.
5-الصراع العثماني - الصفوي وآثاره في الشيعية في شمال بلاد الشام.
6-العقد الأخير في تاريخ سورية: جدلية الجمود والإصلاح
7-حملات كسروان في التاريخ السياسي لفتاوى ابن تيمية
8_التكوّن التاريخي الحديث للجزيرة السورية